# Festival Internacional Discantus
El Festival Internacional Discantus fue un  festival anual de música clásica contemporánea realizado entre 2008 y 2012 en la ciudad mexicana de Puebla, organizado y dirigido artísticamente por Jorge Andrade.

## Historia
La primera edición del festival tuvo lugar en 2008, iniciada por la administración municipal, y hasta 2011 el evento llevó por subtítulo 'Escenarios de la Nueva Música', pasando éste a ser en 2012 'Nuevos Escenarios del Arte'. En dicho año se afirmó que el festival «ha logrado posicionarse en la geografía cultural regional y nacional con importantes resonancias internacionales», señalando que, «a un lustro de haber nacido, es ya una plataforma de difusión de la música contemporánea de concierto reconocida en todo el mundo».

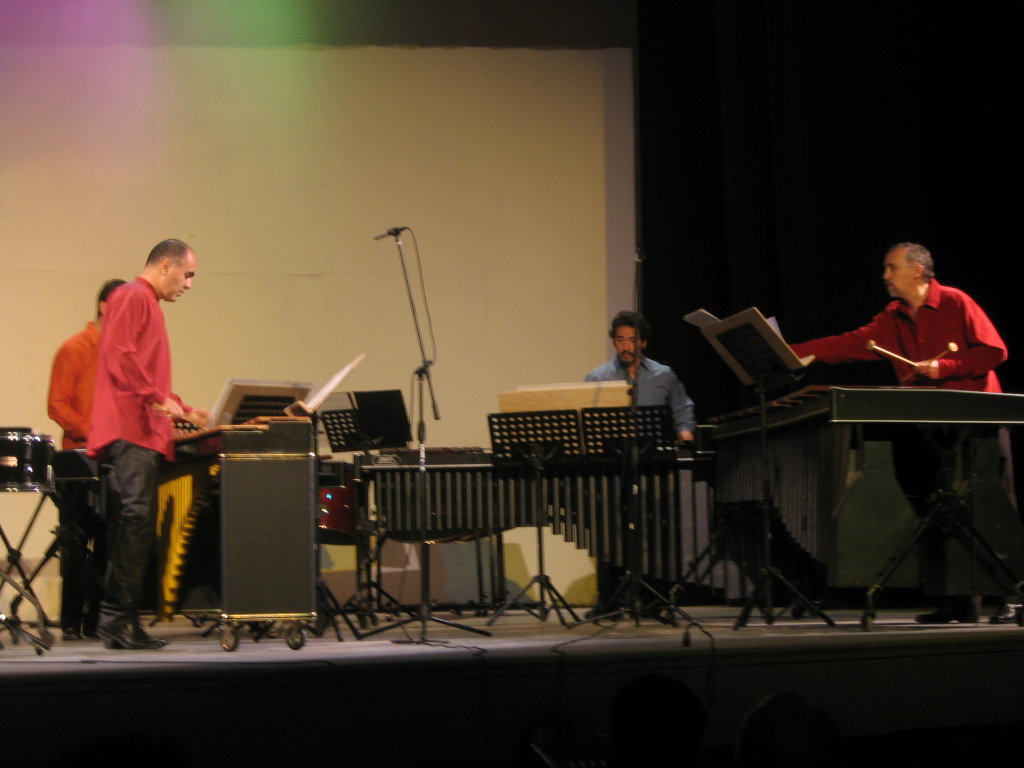
Tambuco, cuarteto de percusiones durante el Festival Discantus

Entre 2008 y 2011 el festival posibilitó la participación de creadores jóvenes y veteranos de diferentes áreas geográficas, «partiendo de criterios abiertos y universales» y «propiciando conexiones entre tradiciones ancestrales y propuestas vanguardistas». Por ejemplo, durante su segunda edición, en 2009, el festival incluyó «recitales, charlas, cursos, talleres, instalación, artes sonoras, electroacústica y experimentos de espacialización del sonido», y contó con la presencia de intérpretes de Estados Unidos, Alemania, Italia y Francia. Así, entre 2008 y 2012, «pluralidad, innovación e inclusión, han sido tres de las características que han definido al festival Discantus».
Durante su quinta y última edición, que tuvo lugar en 2012, el festival optó por emprender una interacción disciplinaria entre el arte y la ciencia, ofreciendo tanto conciertos de música clásica contemporánea como actividades académicas plasmadas en conferencias que abordaron áreas de conocimiento como la matemática, la física y la psiquiatría. Dicha interdisciplinaridad también se hizo patente a través de las sedes vinculadas al evento: el Instituto Municipal de Arte y Cultura de Puebla (IMACP), el Teatro de la Ciudad de Puebla, la Galería de Arte del Palacio Municipal, la Benemérita Universidad Autónoma de Puebla, el Museo Tecnológico de Monterrey y el Instituto Nacional de Astrofísica, Óptica y Electrónica (INAOE) en Tonanzintla.